# Skákavka pruhovaná
Skákavka pruhovaná (Salticus scenicus Clerck, 1757) je nápadně zbarvený pavouk z čeledi skákavkovití (Salticidae). Dosahuje délky 5–7 mm. Na široce zkoseném okraji hlavohrudi má umístěnou soustavu osmi nápadně velkých očí. Největší z nich je střední pár, postranní oči jsou o něco menší. Velice dobře vidí a živě reaguje na vizuální podněty ve svém okolí. Tělo je velmi kontrastně černo-bíle pruhované, nohy jsou zřetelně světle a tmavě skvrnité. Samec má velmi dlouhé, šikmo dopředu směřující chelicery, a bývá i mnohdy tmavší než samice, ale není to pravidlem. Roli může hrát prostředí, ve kterém pavouk žije.

## Výskyt
Skákavka pruhovaná je velmi hojný druh, vyskytuje se v blízkosti lidských sídel v Evropě, Severní Americe a vůbec celé holarktické oblasti. Často ho můžeme nalézt na fasádách domů a zdech, kde se sluní a vyhledává kořist. Lze se s ním také setkat na plotech a někdy i na stromech. V chladnějších dnech se ukrývá ve své pavučinové rource, kterou si buduje například ve spárách zdí. Nejvíce aktivní bývají skákavky kolem 11. hodiny dopolední, a právě tehdy lze na ně velmi snadno narazit.

## Způsob lovu
Usedne-li v blízkosti pavouka moucha, zaregistruje jí skákavka postranníma očima a natočí se k ní čelně, aby ji mohla sledovat svýma hlavníma očima, které umožňují velmi přesné vidění. Následně se pomalu přibližuje – plíží – a když se dostane do dostatečné blízkosti (na vzdálenost cca 1–2 cm od oběti), prudce vyskočí a zmocní se kořisti. Před skokem se vždy připevní jistícím vláknem, aby v případě selhání nemohl spadnout.

## Rozmnožování
Při námluvách využívá samec svých dlouhých chelicer, kterými dává optické signály. Tančí před samicí sem a tam, s široce roztaženými chelicerami a zvednutýma předníma nohama, nato se samice obvykle stáhne zpět do své pavučinové rourky, kde následně dojde ke spáření, které probíhá jako u většiny ostatních pavouků. Ještě před námluvami si uplete sameček drobnou síťku připomínající malý ubrousek a následně o ni tře své bříško. Následně vypouští přímo z pohlavních žláz sperma, které hned nabírá do útvaru zvaného bulbus, který se nachází na konci každého makadla (díky těmto útvarům lze od sebe u většiny druhů pavouků dobře rozlišit samce a samici, poněvadž samice bulby nemá). Samec tak činí, protože jeho pohlavní žlázy neústí, na rozdíl od většiny samců v živočišné říši, v žádný pohlavní orgán, který by vedl sperma přímo do samičích pohlavních orgánů. Výsledný akt probíhá tak, že sameček vsouvá svá makadla do samiččiny epiginy, kde jsou samičí vajíčka oplodňována samčími spermiemi.

## Konfrontace s jinou skákavkou
Pokud se potkají dvě skákavky (především dva samci), roztáhnou do široka své chelicery a začnou kolem sebe kroužit. Tímto způsobem jedna zastrašuje druhou,  a i když se může zdát, že souboj je nevyhnutelný, obě skákavky od sebe nakonec „odskočí“ a každá si jde dál svou cestou. Skákavky se snaží soubojům vyhnout (nechtějí riskovat zranění nebo smrt).

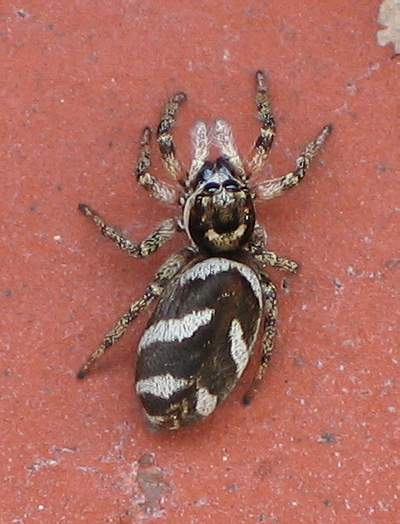
Skákavka pruhovaná
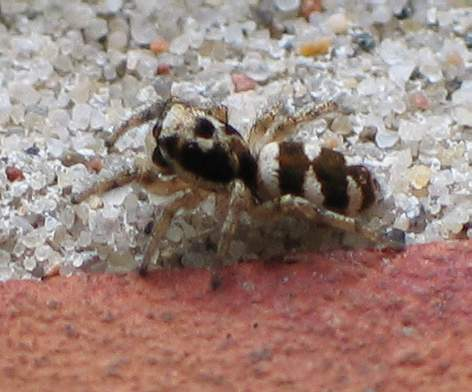
Skákavka pruhovaná
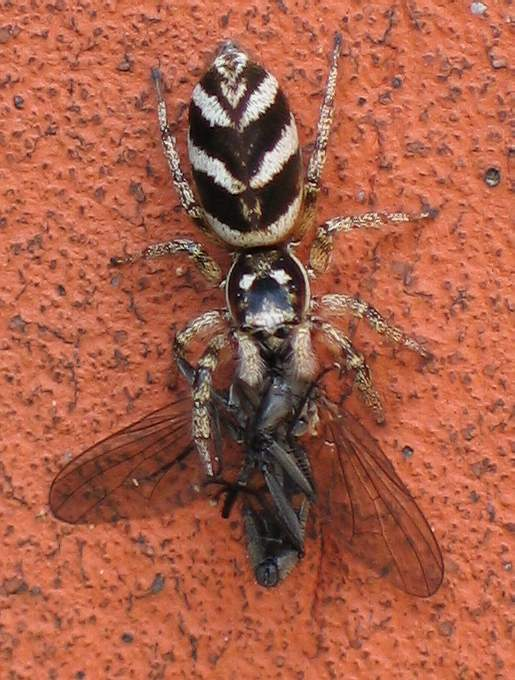
Skákavka pruhovaná s ulovenou mouchou
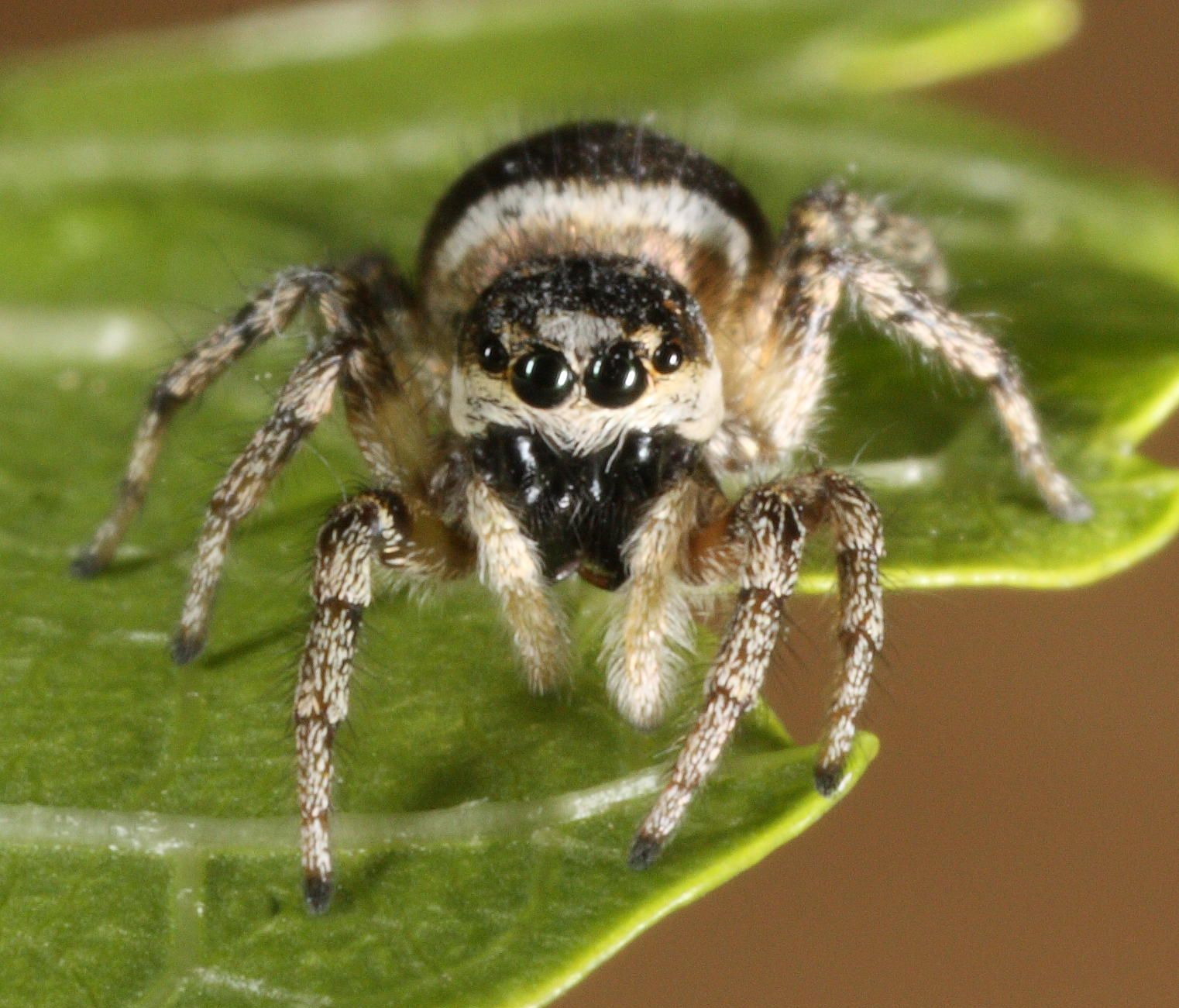
Velké oči